# Ai (cantora)
Ai Carina Uemura (植村 愛 カリーナ, Uemura Ai Karīna, Los Angeles, 2 de novembro de 1981), mais conhecida por Ai , estilizado como AI ou A.I. é uma cantora, letrista, compositora e rapper nipo-americana, nascida em Los Angeles. Ai é filha de pai japonês e mãe meio japonesa, meio italiana. Devido à profissão do seu pai, Ai viajou entre Los Angeles e o Japão. Teve uma presença como bailarina no teledisco "Go Deep" de Janet Jackson. Começou a sua carreira com três singles e um CD lançados pela BMG. Em 2003, Ai assinou com a editora de hip hop Def Jam Japan, sendo a sua primeira artista feminina.
Em 2005, AI lançou a que viria a se tornar o seu maior sucesso no Japão até o momento e a música que a tornaria famosa no Japão. Story vendeu mais de 3 milhões de downloads. A 7 de julho de 2007, Ai atuou no palco japonês da turnê Live Earth em Tóquio.

## Discografia

### Álbuns
- [2001.11.26] My Name is Ai
- [2003.07.23] Original Ai
- [2004.03.03] Rhythm & Babe
- [2004.06.16] 2004 Ai
- [2004.12.01] Feat Ai
- [2005.07.06] Mic-a-holic Ai
- [2006.09.27] What's goin' on Ai
- [2007.03.07] Live Ai
- [2007.12.05] Don't Stop Ai
- [2009.03.04] Viva Ai
- [2009.09.16] Best Ai
- [2010.12.01] The Last Ai
- [2012.02.22] Independent
- [2013.07.17] Moriagaro
- [2017.06.07] Wa To Yo

### Álbuns de coletâneas
- [2004.09.08] Flashback to Ai
- [2004.12.01] Feat. Ai
- [2009.09.16] Best Ai
- [2015.11.25] The Best
- [2016.11.02] The Feat. Best

### Singles
- [2000.11.22] Cry Just Cry
- [2001.05.23] U Can Do
- [2001.09.05] Shining Star
- [2003.01.28] 最終宣告
- [2003.06.25] Thank U
- [2003.10.15] My Friend / Merry Christmas Mr. Laurence
- [2004.03.03] After The Rain
- [2004.08.04] Watch Out! feat. AFRA+Tucker
- [2005.02.09] 365 feat. Deli
- [2005.04.20] Crayon Beats
- [2005.05.12] E.O.
- [2005.05.18] Story
- [2006.04.19] Believe
- [2006.09.06] Beautiful feat. Trey Songz (Remix) / Too Much feat. Rain (Remix)~The Remixes
- [2006.09.06] I Wanna Know
- [2007.07.18] I'll Remember You/Brand New Day
- [2007.11.07] One
- [2008.06.04] Taisetsuna Mono
- [2008.09.10] Okuribito / So Special -Version AI-
- [2009.02.04] You are My Star
- [2010.03.31] Fake feat. Namie Amuro
- [2010.06.30] Still... feat. AK-69
- [2011] Letter in the Sky (featuring The Jacksons)
- [2012] Happiness
- [2012] Beautiful Life
- [2013] Voice
- [2013] Mama e